# Playa de Silgar

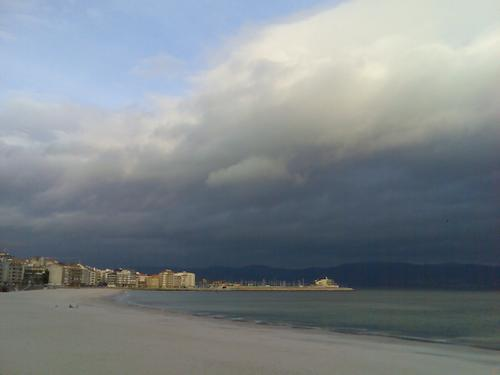

Silgar es la principal playa de Sangenjo (municipio pontevedrés a orillas de la ría de Pontevedra, en España). 

## Descripción
La playa mide más de 800 metros y es acompañada de punta a punta por el paseo que lleva su nombre. Es la playa más emblemática del municipio ya que se extiende frente a los edificios de una de las principales calles de la villa.
En su extremo izquierdo se encuentra La Punta del Vicaño, que es una formación rocosa saliente que separa esta playa de la playa de Baltar en el pueblo de Portonovo pero perteneciente al mismo ayuntamiento. En su extremo derecho se encuentra el gran puerto deportivo de Sangenjo. 
Llegando al extremo este de la playa se puede apreciar la famosa estatua de La Madama, obra del artista Alfonso Vilar Lamelas, situada en una roca a pocos metros de la costa y de fácil accesibilidad equidistante de la orilla y la línea de boyas.
La gran afluencia vacacional en la estación estival a Sangenjo y Portonovo de turistas españoles y extranjeros llena completamente el más famoso arenal del municipio otorgado con el distintivo europeo de playa de bandera azul; otras 14 playas del municipio de Sangenjo suelen conseguir cada año este galardón.
Hasta la fecha, la playa de Silgar ha necesitado del relleno de arena en dos ocasiones a causa de la inestabilidad temporal en la zona en jornadas de invierno. Este efecto era producido por la forma redondeada que tenía la parte más cercana a la playa del muelle antiguo, Causa por la cual, se reformó la zona con piedras rompeolas. Desde entonces no se ha vuelto a necesitar apaños arenales. Con la subida en el nivel de la arena, las típicas olas que pasaban de un lado a otro de la calle con casuales temporales de invierno, fueron progresivamente cesando.
Muchos son los bares, cafeterías y otros negocios que se lucran del turismo de esta playa, ya que tienen sus locales enfrente de Silgar.
En esta playa entrena y juega sus partido como local el Maccabi de Levantar, equipo de fútbol playa.